# انسداد الشرايين
الشريان هو وعاء دموي، ينقل الدم من القلب إلى الأعضاء (كل أجزاء الجسم) وتطلق هذه التسمية على الوعاء الدموي بغضّ النظر عن نسبة إشباعه بالأكسجين. إلا أنّ أغلب الشرايين هي الأوعية الغنية بالأوكسجين. باستثناء الشريان الرئوي الذي ينقل الدم من القلب (بعد دورته في الجسم) إلى الرئتين لإغنائه بالأكسجين وتخليصه من ثنائي أكسيد الكربون CO2. ويرجع لون الدم الأحمر الفاتح في الشرايين إلى وجود الأكسجين والحديد في كرات الدم الحمراء. تحتوى الشرايين تقريباً 20% من نسبة الدم في الجسم. الشريان الأكبر عند الإنسان هو الشريان الأبهر أو الوتين، وقطره يقارب 2.5 أو 3 سنتيمتر.
يحدث انسداد الشرايين بفعل تراكم المواد الشحميّة والدهون - وعلى الأخص الكولستيرول السيئ LDL على الجدران الداخلية للشرايين، ممّا يؤدّي إلى تقليل مقطع الشريان الّذي من خلاله يتم جريان الدم، كما أنّ هذه الشحوم والدهون تقلّل من قدرة الشريان على الانقباض والانبساط بالطريقة الصحيحة تبعاً لقوّة الدم الجاري فيها، وعادة يشمل انسداد الشرايين في جميع الشرايين الموجودة في الجسم، وقد أصبحت ظاهرة كبيرة منتشرة بين كبار السن، وأخذت تنتقل إلى صغار السن من الشباب بسبب سوء التغذية (تناول ما يسمى «فاست فود» وتناول اللحوم الدهنية بكميات كبيرة والسكريات). مشكلة انسداد الشرايين من المشاكل الخطيرة الّتي تؤذي الجسم؛ فهي تعمل على نقص التروية الدمويّة للأعضاء التي يقوم الشريان المسدود بتغذيتها، فيؤدّي ذلك إلى ضعف قدرة العضو على أداء وظيفته، وقد ينتج موت العضو في حال انسدّ الشريان بالكامل، ولم يعد هناك تغذية قادمة منه، وقد تؤدّي إلى وفاة الشخص في حال كان العضو المغذّى رئيسيّاً مثل القلب والدماغ.

## الأسباب

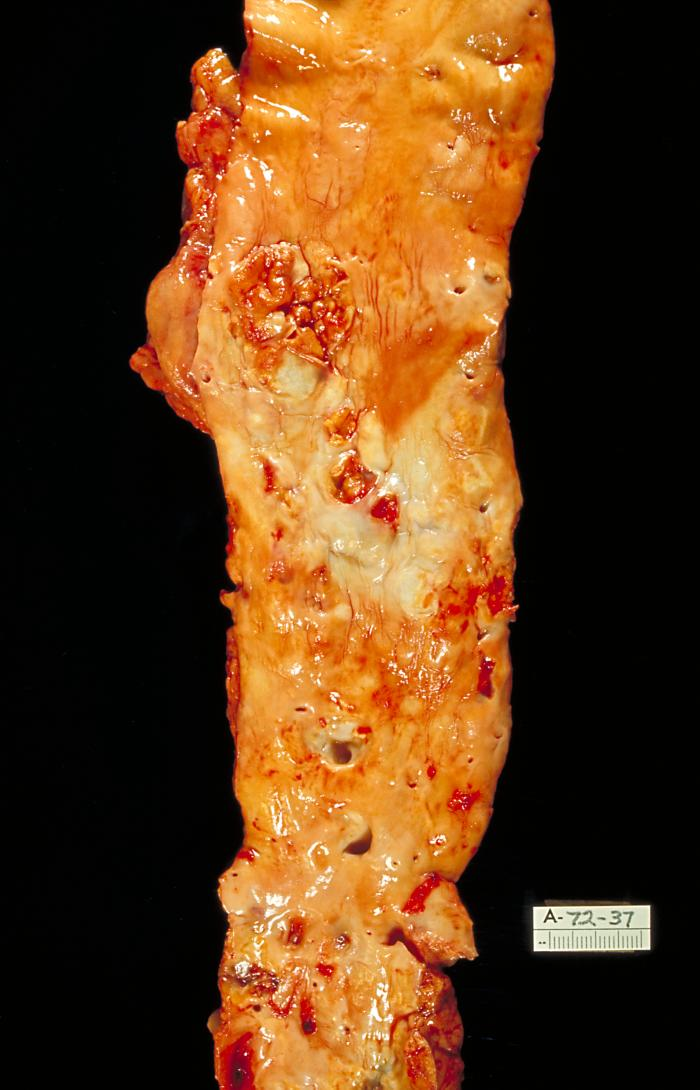
شريان الأبهر مفتوح وبه قروح داخلية.

تتراكم المواد الدهنية على الجدران الداخلية للشرايين وبعض المواد الأخرى مثل: الكالسيوم، والكوليسترول، والنفايات الخلوية، والفيبرين وهي مادة تشارك في تخثر الدم. تتراكم الخلايا التي تخثر الدم في جدران الشرايين بسبب التهابات موضعية تحدث فيها وتفرز موادا إضافية مثل الكوليسترول والكالسيوم مما يعمل على ازياد حالة انسداد الشرايين. كما تتراكم صفائح دموية على هذا الجرح الصغير الداخلي في الشريان، وهذه الحالة تؤدي إلى ضيق الشريان وتصلبه. يحدث انسداد الشرايين لكل إنسان ضمن متلازمة التقدم في العمر والشيخوخة، لكن هناك أسباب وعوامل تؤدي إلى حدوث مبكر وشديد لتصلب الشرايين وبالتالي حدوث مضاعفاتها وعواقبها في سن مبكر من عمر الإنسان.
الأسباب الأساسية لانسداد الشرايين هي الخثار (Thrombosis)، تتكون التخثرات الدموية التي تترسب بجدار الشريان وتؤدي إلى انسداده، وأيضًا الصمّات (Emboli)، ويعني ذلك إرسال تخثرات دموية من مناطق بعيدة (في عملية تدعى Thromboembolism). يوجد سبب آخر للانسداد، وهو ضغط خارجي على الشريان بواسطة الخثار، أو بسبب الأورام. أما الانسداد الحاد الذي يتمثل بوقف مفاجئ لتدفق الدم للشرايين، فكنتيجة لذلك، يكون توقف في إمداد الدم للأنسجة التي تتغذى من الشرايين.
إن الخثار مألوف بالشرايين، في الأوعية الدموية المتصلبة في المناطق الضيقة (تحدث ترسبات دموية على التصلب الشرياني في المناطق الضيقة)، وهذا السبب الأساسي لاحتشاء عضلة القلب، وأيضاً للاحتشاء في المخ. ويحتمل أن يتكون خثار في أم الدم، في الأوعية الدموية في القلب، وفي الصمامات الاصطناعية في القلب.
ومن أهم الاسباب التي تؤدي إلى الإصابة بانسداد الشرايين:
- التدخين، وهو المسبّب الرئيسي للإصابة بانسداد الشرايين.
- تناول الأطعمة الغنيّة بالدهون، وعدم تناول الغذاء الصحي الغنيّ بالخضار والفواكه.[4]
- زيادة كميّة الكولسترول في الدم - ارتفاع الكوليسترول «الضار» وانخفاض الكوليسترول «الجيد». أو بروتين دهني منخفض الكثافة (LDL).[5][6][7]
- العمر.
- مرض السكري، أو ارتفاع نسبة السكر في الدم.[8][9]
- العصبيّة، والانفعالات الزائدة، والتوتّر الشديد.
- الوزن الزائد؛ حيث تتراكم الدهون في الخلايا الدهنيّة وفي داخل الشرايين والأوردة.[10][11]
- عدم ممارسة التمارين الرياضية.[11]
- عوامل أخرى تشمل: التاريخ العائلي.[12]

بعض من أمراض القلب التي تسبب انسداد للشرايين: رجفان الأذينين، احتشاء في عضلة القلب، تمدد بطين القلب (انتفاخ مليء بالدم (مثل انتفاخ البالون) في أحد الأوعية الدموية أو البطين، والناجمة عن مرض أو ضعف جدار الوعاء الدموي)، اعتلال عضلة القلب، الشغاف ببطانة القلب، ورم في الأذين. يمكن أن يُبعث  الصمّات للمخ، الكلى، الأطراف – ورم مخاطيُّ أذيني – السفلى بالأخص، حسب ترتيب الشيوع بترتيب تنازلي: شريان الفخذ، منفرج الرجلين، الفخذ والساقين. أحد مصادر الصمّات هو أم الدم (Aneurysm) بالشريان الأبهر- الأورطي في منطقة الصدر وخاصة في البطن.

## عوامل الخطر

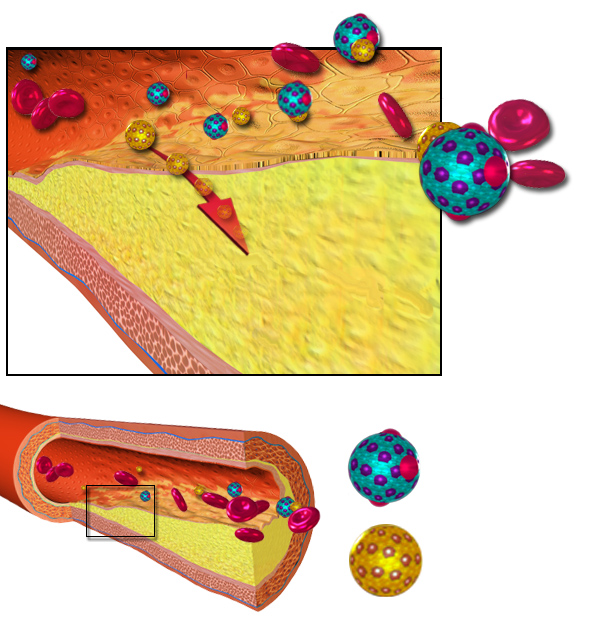
انسداد الشرايين بفعل البروتينات الدهنية

### عوامل قابلة للتعديل
- السكري[14]
- عسر شحميات الدم[14]
- التدخين[14]
- دهن تقابلي[14]
- سمنة بطنية[14]
- مقاومة الإنسولين[14]
- ارتفاع ضغط الدم[14]

### عوامل غير قابلة للتعديل
- هرم (فيزيولوجيا)[14]
- ذكر (جنس)[14]
- التاريخ العائلي[14]
- اضطراب صبغي[14]

### عوامل غير مؤكدة

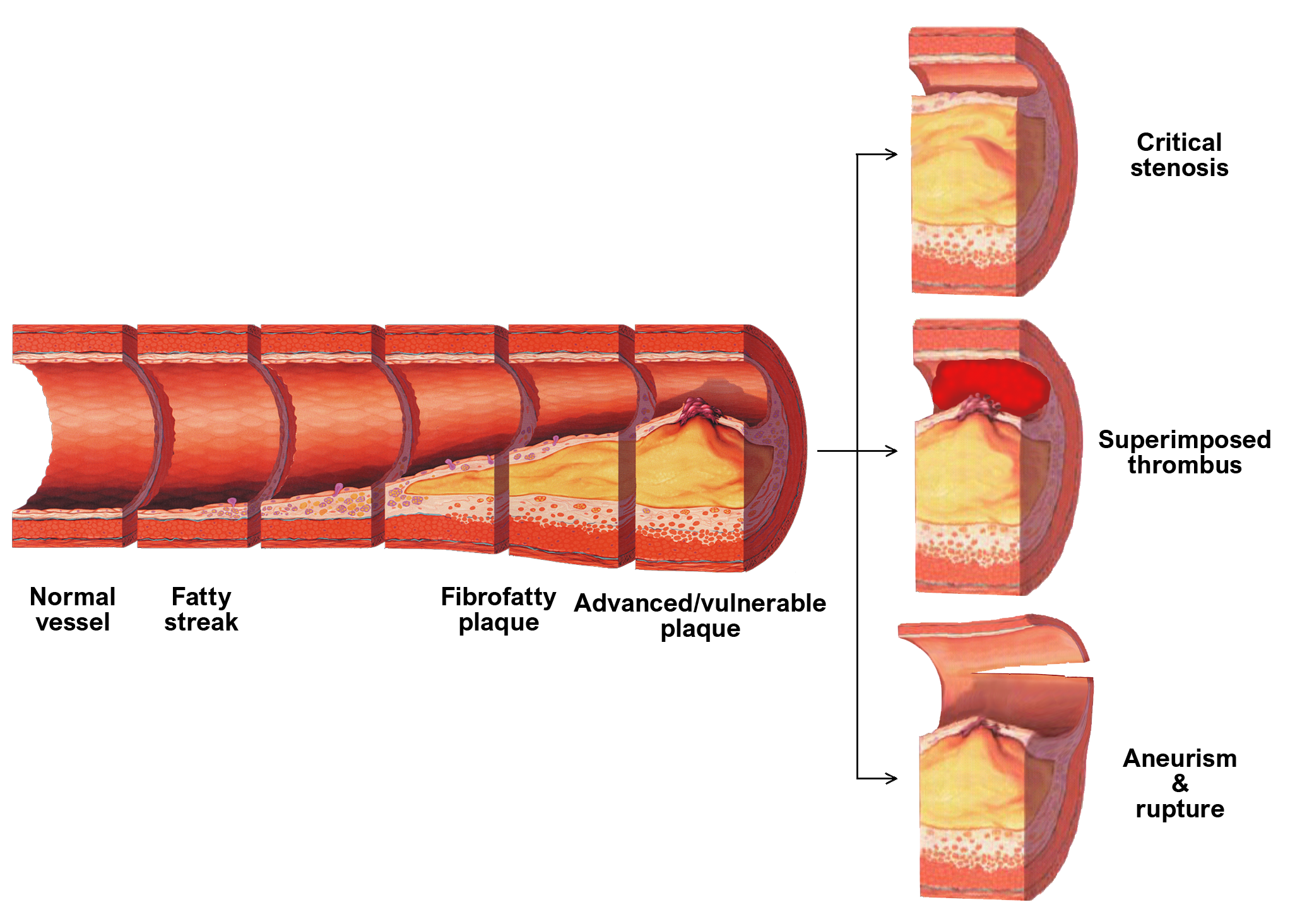
تصلب الشرايين في البداية .. ثم انسدادها بالكامل

- تصلب الشرايين في البداية .. ثم انسدادها بالكاملأهبة التخثر[15][16][17]
- دهن مشبع[14][18]
- تناول كمية كبيرة من السكريات[14][19]
- ارتفاع ثلاثي الغليسريد[14][20]
- زيادة نسبة الأنسولين في الدم[21]
- اضطراب النوم[22]
- تلوث الهواء[14][23][24]
- تسمم بالزرنيخ[25]
- تناول الكحوليات[14]
- الإجهاد المستمر
- قصور الدرقية[26]
- التهاب دواعم السن[27]

## الأعراض
عادة لا يكون مصحوب بأي أعراض أو علامات حتى يتأثر سريان وتدفق الدم تأثراً شديداً مؤدياً إلى نقصان في غذاء الأعضاء، وهنا تظهر الأعراض والعلامات والتي يعتمد نوعها على نوع العضو الذي تأثر، وفي حالات كثيرة يكون هناك أكثر من عضو يعاني من وجود نقصان في تغذيته بالدم نتيجة لتضيق الشرايين التي تغذيها. فمثلاً في حال انسداد الشرايين المغذّية لعضلة القلب تؤدّي إلى حدوث السكتة القلبية، وفي حال انسداد الشرايين المغذّية للدماغ تؤدّي إلى حصول السكتة الدماغية. ومن الأمثلة على الأعراض ما يلي:
- ألم في الصدر
- ضيق في التنفس
- خفقان القلب
- ضعف أو دوار
- غثيان
- تعرق

انسداد الشريان السباتي قد يسبب السكتات الدماغية المعروفة باسم نوبات نقص التروية العابرة، أو TIAs. وقد تنتج الأعراض التالية:
- الشعور بضعف أو خدر على جانب واحد من الجسم
- عدم القدرة على تحريك الذراع أو الساق
- فقدان الرؤية على جانب واحد فقط
- صعوبة في النطق

انسداد الشرايين المحيطية يظهر كالاتي:
- ألم الساق
- تأخر الشفاء من الإصابات في القدمين
- قدم باردة
- الغنغرينا

## التشخيص
هناك عدة اختبارات لمعرفة مدى انسدادية اللشرايين. قد تشمل الاختبارات ما يلي:
- فحص نسبة الكوليسترول في الدم
- الأشعة السينية على الصدر
- الاشعة المقطعية
- الموجات فوق الصوتية
- تخطيط صدى القلب و / أو اختبار جهد القلب
- التصوير بالرنين المغناطيسي

## العلاج
هناك مجموعة متنوعة من خيارات الوقاية والعلاج من انسداد الشرايين.
1. تغييرات نمط الحياة. إن أسلوب الحياة الصحي ضروري لمنع انسداد أو تصلب الشرايين. هذا يتضمن:
- تناول كميات منخفضة من الدهون المشبعة والكولسترول والخفض من كمية السكريات مع زيادة تناول الفاكهة والخضار.
- الحفاظ على وزن صحي للجسم.
- الامتناع عن التدخين.
- ممارسة الرياضة بانتظام
- الحد من التوتر
- الحفاظ على سكر الدم بحالة طبيعية

2. العمليات الجراحية أو التدخلية. في بعض الحالات، قد تكون الجراحة ضرورية لعلاج انسداد الشرايين ومنع تراكم الترسبات الشريانية. قد تتضمن هذه الإجراءات:
دعامة: يمكن وضع أنبوب صغير يسمى بالدعامة، والذي قد يحتوي على دواء. توضع الدعامة في الشريان للحفاظ على تدفق الدم بشكل كافي للأعضاء. يتم استخدام القسطرة عبر شريان الساق للوصول إلى القلب، ويتم وضع الدعامة في مكانها من خلال القسطرة في منطقة الانسداد.
عملية جراحية. في هذه العملية، يتم نقل الشرايين من أجزاء أخرى من الجسم لتجاوز الشرايين المسدودة ومساعدة الدم الغني بالأكسجين في الوصول إلى وجهته المستهدفة.
3. الأدوية. قد يساعد عدد من الأدوية في السيطرة على بعض العوامل التي تساهم في تراكم الترسبات الشريانية. وتشمل هذه:
- أدوية خفض الكولسترول.
- أدوية خفض ضغط الدم.
- الأسبرين والأدوية الأخرى التي تقلل من احتمال تشكل الجلطة الدموية الخطيرة.